# NGC 3134
NGC 3134 ist eine Galaxie vom Hubble-Typ S im Sternbild Löwe am Nordsternhimmel. Sie ist rund 239 Millionen Lichtjahre von der Milchstraße entfernt.
Das Objekt wurde am 6. Februar 1878 von David Peck Todd entdeckt.